# Dissomeria crenata
Dissomeria crenata är en videväxtart som beskrevs av Joseph Dalton Hooker. Dissomeria crenata ingår i släktet Dissomeria och familjen videväxter. Inga underarter finns listade i Catalogue of Life.